# Erpeldange
Erpeldange (luxemburguès Ierpeldeng, alemany Erpeldingen) és una comuna i vila al nord-est de Luxemburg, que forma part del cantó de Diekirch. Comprèn les viles d'Erpeldange, Burden i Ingeldorf.

## Població
| Nacionalitat   | Població | %      |
| -------------- | -------- | ------ |
| luxemburguesos | 1.512    | 73,36% |
| Forasters      | 549      | 26,64% |
| - portuguesos  | 253      | 12,28% |
| - francesos    | 69       | 3,35%  |
| - italians     | 47       | 2,28%  |
| - belgues      | 68       | 3,30%  |
| - alemanys     | 28       | 1,36%  |
| - iugoslaus    | 17       | 0,82%  |
| - altres       | 67       | 3,25%  |

## Evolució demogràfica
| Any        | Població |
| ---------- | -------- |
| 15/02/2001 | 2.061    |
| 01/01/2002 | 2.023    |
| 01/01/2003 | 2.066    |
| 01/01/2004 | 2.065    |
| 01/01/2005 | 2.094    |